# Coupe de France de basket-ball en fauteuil roulant 2018
Navigation
Édition précédente Édition suivante
Le Cannet détient le trophée de l'édition 2017 de la Coupe de France, remporté face au HSB Marseille. Hyères récupère le trophée en battant en finale Saint-Avold.

## Nouvelle formule
Pour cette édition, la formule de la Coupe est modifiée et passe de 8 à 16 participants : les 12 équipes de Nationale A auxquelles s'ajoutent les quatre meilleures à la fin de la phase aller du championnat de Nationale B. Les 1/8 et 1/4 de finale ont lieu sur 4 plateaux, avec tirage au sort intégral en 1/8 (avec la seule condition, évidente, que deux équipes sélectionnées en tant qu'organisateur d'un plateau ne peuvent être dans le même tableau) ainsi qu'en demi-finales.
Les forfaits de Lannion et Saint-Ouen ont permis de repêcher deux équipes supplémentaires de Nationale B.

## Tableau
Entre parenthèses sont indiqués la division et le classement de l'équipe à la fin des matchs allers de son championnat.
|  | 1/8 de finale                              | 1/8 de finale                              |                               |    | 1/4 de finale                   | 1/4 de finale                   |  |  | 1/2 finales                   | 1/2 finales                   |  |  | Finale                       | Finale                       |
|  | 1/8 de finale                              | 1/8 de finale                              |                               |    | 1/4 de finale                   | 1/4 de finale                   |  |  | 1/2 finales                   | 1/2 finales                   |  |  | Finale                       | Finale                       |
|  |                                            |                                            |                               |    |                                 |                                 |  |  |                               |                               |  |  |                              |                              |
|  | 13 janvier 2018 à Sarreguemines            | 13 janvier 2018 à Sarreguemines            |                               |    | 14 janvier 2018 à Sarreguemines | 14 janvier 2018 à Sarreguemines |  |  | 24 février 2018 à Saint-Avold | 24 février 2018 à Saint-Avold |  |  | 21 avril 2018 à Cormontreuil | 21 avril 2018 à Cormontreuil |
|  | 13 janvier 2018 à Sarreguemines            | 13 janvier 2018 à Sarreguemines            |                               |    | 14 janvier 2018 à Sarreguemines | 14 janvier 2018 à Sarreguemines |  |  | 24 février 2018 à Saint-Avold | 24 février 2018 à Saint-Avold |  |  | 21 avril 2018 à Cormontreuil | 21 avril 2018 à Cormontreuil |
|  | [B2] Cap SAAA Paris                        | 51                                         |                               |    | 14 janvier 2018 à Sarreguemines | 14 janvier 2018 à Sarreguemines |  |  | 24 février 2018 à Saint-Avold | 24 février 2018 à Saint-Avold |  |  | 21 avril 2018 à Cormontreuil | 21 avril 2018 à Cormontreuil |
|  | [B2] Cap SAAA Paris                        | 51                                         |                               |    | 14 janvier 2018 à Sarreguemines | 14 janvier 2018 à Sarreguemines |  |  | 24 février 2018 à Saint-Avold | 24 février 2018 à Saint-Avold |  |  | 21 avril 2018 à Cormontreuil | 21 avril 2018 à Cormontreuil |
|  | [B3] Lille Université Club HB              | 52                                         |                               |    | 14 janvier 2018 à Sarreguemines | 14 janvier 2018 à Sarreguemines |  |  | 24 février 2018 à Saint-Avold | 24 février 2018 à Saint-Avold |  |  | 21 avril 2018 à Cormontreuil | 21 avril 2018 à Cormontreuil |
|  | [B3] Lille Université Club HB              | 52                                         | [B3] Lille Université Club HB | 44 |                                 |                                 |  |  | 24 février 2018 à Saint-Avold | 24 février 2018 à Saint-Avold |  |  | 21 avril 2018 à Cormontreuil | 21 avril 2018 à Cormontreuil |
|  | 13 janvier 2018 à Sarreguemines            |                                            | [B3] Lille Université Club HB | 44 |                                 |                                 |  |  | 24 février 2018 à Saint-Avold | 24 février 2018 à Saint-Avold |  |  | 21 avril 2018 à Cormontreuil | 21 avril 2018 à Cormontreuil |
|  |                                            | [A6] CH Saint-Avold                        | 79                            |    |                                 |                                 |  |  | 24 février 2018 à Saint-Avold | 24 février 2018 à Saint-Avold |  |  | 21 avril 2018 à Cormontreuil | 21 avril 2018 à Cormontreuil |
|  | [A6] CH Saint-Avold                        | [A6] CH Saint-Avold                        | 79                            | 61 |                                 |                                 |  |  | 24 février 2018 à Saint-Avold | 24 février 2018 à Saint-Avold |  |  | 21 avril 2018 à Cormontreuil | 21 avril 2018 à Cormontreuil |
|  | [A6] CH Saint-Avold                        | 14 janvier 2018 au Cannet                  |                               | 61 |                                 |                                 |  |  | 24 février 2018 à Saint-Avold | 24 février 2018 à Saint-Avold |  |  | 21 avril 2018 à Cormontreuil | 21 avril 2018 à Cormontreuil |
|  | [A8] CVH Gennevilliers                     | 46                                         |                               |    |                                 |                                 |  |  | 24 février 2018 à Saint-Avold | 24 février 2018 à Saint-Avold |  |  | 21 avril 2018 à Cormontreuil | 21 avril 2018 à Cormontreuil |
|  | [A8] CVH Gennevilliers                     | 46                                         | [A6] CH Saint-Avold           | 68 |                                 |                                 |  |  |                               |                               |  |  | 21 avril 2018 à Cormontreuil | 21 avril 2018 à Cormontreuil |
|  | 13 janvier 2018 au Cannet                  |                                            | [A6] CH Saint-Avold           | 68 |                                 |                                 |  |  |                               |                               |  |  | 21 avril 2018 à Cormontreuil | 21 avril 2018 à Cormontreuil |
|  |                                            | [A3] CS Meaux BF                           | 63                            |    |                                 |                                 |  |  |                               |                               |  |  | 21 avril 2018 à Cormontreuil | 21 avril 2018 à Cormontreuil |
|  | [B5] CH Feurs Saint-Etienne                | [A3] CS Meaux BF                           | 63                            | 42 |                                 |                                 |  |  |                               |                               |  |  | 21 avril 2018 à Cormontreuil | 21 avril 2018 à Cormontreuil |
|  | [B5] CH Feurs Saint-Etienne                | 24 février 2018 au Puy-en-Velay            |                               | 42 |                                 |                                 |  |  |                               |                               |  |  | 21 avril 2018 à Cormontreuil | 21 avril 2018 à Cormontreuil |
|  | [A12] Lyon Métropole BF                    | 62                                         |                               |    |                                 |                                 |  |  |                               |                               |  |  | 21 avril 2018 à Cormontreuil | 21 avril 2018 à Cormontreuil |
|  | [A12] Lyon Métropole BF                    | 62                                         | [A12] Lyon Métropole BF       | 34 |                                 |                                 |  |  |                               |                               |  |  | 21 avril 2018 à Cormontreuil | 21 avril 2018 à Cormontreuil |
|  | 13 janvier 2018 au Cannet                  |                                            | [A12] Lyon Métropole BF       | 34 |                                 |                                 |  |  |                               |                               |  |  | 21 avril 2018 à Cormontreuil | 21 avril 2018 à Cormontreuil |
|  |                                            | [A3] CS Meaux BF                           | 71                            |    |                                 |                                 |  |  |                               |                               |  |  | 21 avril 2018 à Cormontreuil | 21 avril 2018 à Cormontreuil |
|  | [A2] Hornets Le Cannet                     | [A3] CS Meaux BF                           | 71                            | 53 |                                 |                                 |  |  |                               |                               |  |  | 21 avril 2018 à Cormontreuil | 21 avril 2018 à Cormontreuil |
|  | [A2] Hornets Le Cannet                     | 14 janvier 2018 au Puy-en-Velay            |                               | 53 |                                 |                                 |  |  |                               |                               |  |  | 21 avril 2018 à Cormontreuil | 21 avril 2018 à Cormontreuil |
|  | [A3] CS Meaux BF                           | 55                                         |                               |    |                                 |                                 |  |  |                               |                               |  |  | 21 avril 2018 à Cormontreuil | 21 avril 2018 à Cormontreuil |
|  | [A3] CS Meaux BF                           | 55                                         | [A6] CH Saint-Avold           | 67 |                                 |                                 |  |  |                               |                               |  |  |                              |                              |
|  | 13 janvier 2018 au Puy-en-Velay            |                                            | [A6] CH Saint-Avold           | 67 |                                 |                                 |  |  |                               |                               |  |  |                              |                              |
|  |                                            | [A1] Hyères HC                             | 90                            |    |                                 |                                 |  |  |                               |                               |  |  |                              |                              |
|  | [B6] Centre fédéral HB                     | [A1] Hyères HC                             | 90                            | 44 |                                 |                                 |  |  |                               |                               |  |  |                              |                              |
|  | [B6] Centre fédéral HB                     |                                            |                               | 44 |                                 |                                 |  |  |                               |                               |  |  |                              |                              |
|  | [A9] LDG Bordeaux                          | 61                                         |                               |    |                                 |                                 |  |  |                               |                               |  |  |                              |                              |
|  | [A9] LDG Bordeaux                          | 61                                         | [A9] LDG Bordeaux             | 40 |                                 |                                 |  |  |                               |                               |  |  |                              |                              |
|  | 13 janvier 2018 au Puy-en-Velay            |                                            | [A9] LDG Bordeaux             | 40 |                                 |                                 |  |  |                               |                               |  |  |                              |                              |
|  |                                            | [A4] AH Le Puy-en-Velay                    | 54*                           |    |                                 |                                 |  |  |                               |                               |  |  |                              |                              |
|  | [A4] AH Le Puy-en-Velay                    | [A4] AH Le Puy-en-Velay                    | 54*                           | 92 |                                 |                                 |  |  |                               |                               |  |  |                              |                              |
|  | [A4] AH Le Puy-en-Velay                    | 14 janvier 2018 à Saint-Orens-de-Gameville |                               | 92 |                                 |                                 |  |  |                               |                               |  |  |                              |                              |
|  | [A11] ASHPA Strasbourg                     | 49                                         |                               |    |                                 |                                 |  |  |                               |                               |  |  |                              |                              |
|  | [A11] ASHPA Strasbourg                     | 49                                         | [A4] AH Le Puy-en-Velay       | 56 |                                 |                                 |  |  |                               |                               |  |  |                              |                              |
|  | 13 janvier 2018 à Saint-Orens-de-Gameville |                                            | [A4] AH Le Puy-en-Velay       | 56 |                                 |                                 |  |  |                               |                               |  |  |                              |                              |
|  |                                            | [A1] Hyères HC                             | 79                            |    |                                 |                                 |  |  |                               |                               |  |  |                              |                              |
|  | [B1] AS Corbeil-Essonnes                   | [A1] Hyères HC                             | 79                            | 71 |                                 |                                 |  |  |                               |                               |  |  |                              |                              |
|  | [B1] AS Corbeil-Essonnes                   |                                            |                               | 71 |                                 |                                 |  |  |                               |                               |  |  |                              |                              |
|  | [A7] HSB Marseille                         | 74                                         |                               |    |                                 |                                 |  |  |                               |                               |  |  |                              |                              |
|  | [A7] HSB Marseille                         | 74                                         | [A7] HSB Marseille            | 64 |                                 |                                 |  |  |                               |                               |  |  |                              |                              |
|  | 13 janvier 2018 à Saint-Orens-de-Gameville |                                            | [A7] HSB Marseille            | 64 |                                 |                                 |  |  |                               |                               |  |  |                              |                              |
|  |                                            | [A1] Hyères HC                             | 99                            |    |                                 |                                 |  |  |                               |                               |  |  |                              |                              |
|  | [A5] Toulouse IC                           | [A1] Hyères HC                             | 99                            | 64 |                                 |                                 |  |  |                               |                               |  |  |                              |                              |
|  | [A5] Toulouse IC                           |                                            |                               | 64 |                                 |                                 |  |  |                               |                               |  |  |                              |                              |
|  | [A1] Hyères HC                             | 83                                         |                               |    |                                 |                                 |  |  |                               |                               |  |  |                              |                              |
|  | [A1] Hyères HC                             | 83                                         |                               |    |                                 |                                 |  |  |                               |                               |  |  |                              |                              |

*La rencontre Bordeaux / Le Puy a été définitivement arrêtée par les arbitres dans le troisième quart-temps après le malaise d'un joueur bordelais.
Matchs de classement pour les équipes défaites en 1/8 de finale :
[B2] Cap SAAA Paris / [A8] CVH Gennevilliers : 20-0 (forfait)
[B5] CH Feurs Saint-Etienne / [A2] Hornets Le Cannet : 38-91
[B6] Centre fédéral HB / [A11] ASHPA Strasbourg : 41-46
[B1] AS Corbeil-Essonnes / [A5] Toulouse IC : 57-86

## Finale
| 21 avril 2018 18h |                                                    | CH Saint-Avold | 67-90 | Hyères HC |  | Gymnase de la Paix Cormontreuil |
| 21 avril 2018 18h | Score par quart-temps : 13-27, 21-19, 18-18, 15-26 |                |       |           |  | Gymnase de la Paix Cormontreuil |
| 21 avril 2018 18h | Score par mi-temps : 34-46, 33-44                  |                |       |           |  | Gymnase de la Paix Cormontreuil |